# Acordos de Aruxa (Burundi)
Acordo de Paz e Reconciliação de Aruxa ou Acordos de Aruxa, assim nomeado devido a cidade de Aruxa na Tanzânia, são um acordo de paz para o Burundi assinado 28 de agosto de 2000, sob a égide dos ex-presidentes Julius Nyerere da Tanzânia e Nelson Mandela da África do Sul, que encerraram a Guerra Civil do Burundi.  A África do Sul enviou 700 soldados para assegurar a implementação do acordo e garantir a segurança dos membros da oposição que retornariam do exílio. Em 10 de janeiro de 2001, uma assembleia nacional transitória é eleita e seu presidente é Jean Minani, o presidente da FRODEBU. O acordo de Aruxa entrou em vigor em 1 de novembro de 2001, prevendo que, na pendência de eleições parlamentares e municipais em 2003 e presidenciais em 2004, um período de transição de 3 anos com os primeiros 18 meses, o Major Pierre Buyoya seria presidente do país e Domitien Ndayizeye (da FRODEBU) e no cargo de vice-presidente antes de seus papeis fossem trocados. As diferentes pastas do governo são compartilhadas entre UPRONA e FRODEBU. Em 4 de fevereiro de 2002, o  Senado de transição elege Libère Bararunyeretse (da UPRONA) como seu presidente.
7 de junho de 2018 a nova constituição cancela os acordos.